# Dendrortyx macroura
La pernice boschereccia codalunga o pernice di bosco codalunga (Dendrortyx macroura (Jardine & Selby, 1828)) è una delle tre specie di quaglie del Nuovo Mondo del genere Dendrortyx. Questa specie è endemica degli altopiani ricchi foreste del centro-sud messicano. Nonostante questo uccello non sia a rischio di estinzione è protetto dalla legge messicana.

## Descrizione
La pernice boschereccia codalunga è un uccello di foresta di grandi dimensioni, lungo dai 29 ai 42 cm con un peso di 350/465 grammi. Questa quaglia presenta un capo scuro con il contorno degli occhi rosso, il collo e il petto bruno con striature azzurre, il resto del corpo è bruno con piccole macchie nere e bianche. Non presenta dimorfismo sessuale.

## Biologia
La Dendrortyx macroura è una specie stazionaria che si nutre, a terra, di semi e germogli e, sull'alberi, di frutta e piccoli fiori. La specie è monogama e si riproduce da aprile ad agosto. Depone da 4 a 6 uova in un avvallamento del terreno che funge da nido.

## Tassonomia
La specie è suddivisa in sei sottospecie:
- D. m. striatus (Nelson, 1897)
- D. m. diversus (Friedmann, 1943)
- D. m. griseipectus (Nelson, 1897)
- D. m. inesperatus (Phillips, AR, 1966)
- D. m. macroura (Jardine & Selby, 1828)
- D. m. oaxacae (Nelson, 1897)